# سیارک ۶۱۴۱
سیارک ۶۱۴۱ (به انگلیسی: 6141 Durda، نامگذاری:1992YC3) شش هزار و صد و چهل و یکمین سیارک کشف شده‌است که در ۲۶ دسامبر ۱۹۹۲ کشف شد.
قدر مطلق سیارک برابر ۱۴٫۵۰ است.